# Arif Aziz
Arif Aziz (oder: Ариф Азиз; * 3. Januar 1943 in Baku; eigentlich Asis Arif Mokhub Ali / Азиз Ариф Мохубали) ist ein aserbaidschanischer Künstler, der in der Hauptstadt des Landes – Baku – lebt und unterrichtet.  In seiner Heimat Aserbaidschan kennt man Arif Aziz als einen der wichtigsten zeitgenössischen Künstler und Friedensbotschafter seines Landes. Er war viele Jahre Vizepräsident der aserbaidschanischen Kulturversammlung.

## Leben
Arif Aziz wurde in Baku geboren, wo er bis heute lebt und arbeitet. Zunächst studierte er zwischen 1957 und 1962 an der Staatlichen Kunsthochschule Aserbaidschans. Später schloss er ein fünfjähriges Grafik-Designerin-Studium in Moskau ab. Seit den frühen 1970er Jahren unterrichtet er Bildende Künste an Hochschulen in seiner Heimat. 2005 bot ihm die Beykent Universität in Istanbul einen Lehrstuhl für Malerei an, den er bis 2007 innehatte. Danach wurde er Dezernent für Kunst und angewandte Kunst an der Universität Baku.

## Werk
In seinen Anfängen orientierte sich Aziz notgedrungen an den Lehren des sozialistischen Realismus. Jedoch gelang es ihm noch zu Sowjetzeiten einer platt-plakativen sozialrealistischen Gegenständlichkeit zu entrinnen. Oft bildet er mit expressiv-lockerem Pinselstrich und oft mit reduzierter Palette Sehenswürdigkeiten, Städte und Landschaften seiner Heimat ab. Das Abbild des Menschen verbindet er mit der Ornamentik aus den unterschiedlichen Baustilen, Teppichmustern und generell mit der islamischen Kultur seiner Heimat. Im Werk von Arif Aziz spiegeln sich Einflüsse seinen zahlreichen Studienreisen, etwa nach Afrika, nach Moskau und  Paris, in die Türkei und nach Indien.
Die von Aziz derart bewirkte Vermischung ermöglichte eine neue Abstraktion, die für viele junge Künstler Aserbaidschans richtungweisend geworden ist.

## Sammlungen
Arif Aziz ist in den folgenden Sammlungen vertreten:
- Aserbaidschanisches Teppich Museum in Baku
- Museum für moderne Kunst in Baku
- Museum für moderne Kunst in Moskau
- Senegal State Art Museum in Dakar

## Ausstellungen (Auswahl)
- Einzelausstellung: Spirituelle Komposition, Kunsthalle Dresden 2015[6]
- Einzelausstellung: Dance of Spirit, Galerie Michael Schultz, Berlin 2015[7]
- Einzelausstellung: Danamik und Symbolik, Kunsthalle Messmer, Riegel 2015
- Gruppenausstellung: Yeni Era, 11, World Art Academy Exhibition, Museum für moderne Kunst, Baku 2014
- Einzelausstellung: RTR Gallery, Paris 2013[8]
- Gruppenausstellung Zentrales Künstlerhaus Moskau 2011[9]
- Gruppenausstellung: Turkish Days in Azerbaijan, Baku 2008